# Rubén Dante Di Bello
Rubén Dante Di Bello (28 de mayo de 1927 - 22 de abril de 2012), fue un militar argentino, perteneciente a la Fuerza Aérea, que alcanzó el rango de brigadier.

## Biografía
Tras culminar con sus estudios de educación secundaria, el biografiado ingresó como cadete de la Escuela de Aviación Militar el 1 de marzo de 1944. El 15 de diciembre de 1947 egresó como alférez del escalafón general, con orden de mérito 12 sobre un total de 164 cadetes egresados de la promoción 13° de la mencionada institución aeronáutica militar. Entre sus compañeros de promoción se destacan los alféreces Orlando Ramón Agosti, Miguel Ángel Ossés y Omar Domingo Rubens Graffigna y Jesús Orlando Cappellini.
El presidente (de facto) Jorge Rafael Videla lo designó gobernador de la Provincia de Entre Ríos el 14 de abril de 1976. Presentada su renuncia, fue aceptada por el presidente el 22 de agosto de 1978.